# Enea Pio di Carpi

Stemma dei Pio di Savoia

Enea Pio di Carpi (Carpi, ... – Ferrara, 21 luglio 1533) è stato un nobile e politico italiano.

## Biografia
Era figlio di Marco II Pio (?-1493), figlio di Giberto (?-1446), e di Benedetta del Carretto. Crebbe alla corte di Carpi, al tempo importante centro culturale.
Nel 1496 rimase ferito durante il conflitto per il possesso della signoria di Carpi tra il fratello Giberto e il cugino Alberto III.
Nel 1523 venne eletto a governatore di Reggio e nel 1527 e 1531 a governatore di Modena.
Morì a Ferrara nel 1533.

## Ascendenza
|                                                   |                                                     |                                                    | Genitori                                             |  |  | Nonni |  |  | Bisnonni                     |  |  | Trisnonni                      |  |
|                                                   |                                                     |                                                    |                                                      |  |  |       |  |  | Marco I Pio Signore di Carpi |  |  | Giberto I Pio Signore di Carpi |  |
|                                                   |                                                     |                                                    |                                                      |  |  |       |  |  | Marco I Pio Signore di Carpi |  |  | Giberto I Pio Signore di Carpi |  |
|                                                   |                                                     | Bianca Casati                                      |                                                      |  |  |       |  |  | Marco I Pio Signore di Carpi |  |  |                                |  |
| Giberto II Pio di Savoia Consignore di Carpi      |                                                     |                                                    |                                                      |  |  |       |  |  | Marco I Pio Signore di Carpi |  |  |                                |  |
|                                                   |                                                     | Taddea de’ Roberti                                 | Cabrino de’ Roberti                                  |  |  |       |  |  |                              |  |  |                                |  |
|                                                   |                                                     | Taddea de’ Roberti                                 | Cabrino de’ Roberti                                  |  |  |       |  |  |                              |  |  |                                |  |
|                                                   |                                                     | Taddea de’ Roberti                                 | Margherita del Sale                                  |  |  |       |  |  |                              |  |  |                                |  |
| Marco II Pio di Savoia Consignore di Carpi        |                                                     | Taddea de’ Roberti                                 |                                                      |  |  |       |  |  |                              |  |  |                                |  |
|                                                   |                                                     | Aldobrandino da Polenta                            | Guido III da Polenta                                 |  |  |       |  |  |                              |  |  |                                |  |
|                                                   |                                                     | Aldobrandino da Polenta                            | Guido III da Polenta                                 |  |  |       |  |  |                              |  |  |                                |  |
|                                                   |                                                     | Aldobrandino da Polenta                            | Elisa d'Este                                         |  |  |       |  |  |                              |  |  |                                |  |
| Alda da Polenta                                   |                                                     | Aldobrandino da Polenta                            |                                                      |  |  |       |  |  |                              |  |  |                                |  |
|                                                   |                                                     | ? Manfredi                                         | Alberigo Manfredi Signore di Marradi                 |  |  |       |  |  |                              |  |  |                                |  |
|                                                   |                                                     | ? Manfredi                                         | Alberigo Manfredi Signore di Marradi                 |  |  |       |  |  |                              |  |  |                                |  |
|                                                   |                                                     | ? Manfredi                                         | Antonia da Barbiano                                  |  |  |       |  |  |                              |  |  |                                |  |
| Enea Pio di Savoia                                |                                                     | ? Manfredi                                         |                                                      |  |  |       |  |  |                              |  |  |                                |  |
|                                                   | Lazzarino II del Carretto Marchese di Finale e Noli | Lazzarino I del Carretto Marchese di Finale e Noli |                                                      |  |  |       |  |  |                              |  |  |                                |  |
|                                                   | Lazzarino II del Carretto Marchese di Finale e Noli | Lazzarino I del Carretto Marchese di Finale e Noli |                                                      |  |  |       |  |  |                              |  |  |                                |  |
|                                                   | Lazzarino II del Carretto Marchese di Finale e Noli | Marietta del Carretto                              |                                                      |  |  |       |  |  |                              |  |  |                                |  |
| Galeotto I del Carretto Marchese di Finale e Noli | Lazzarino II del Carretto Marchese di Finale e Noli |                                                    |                                                      |  |  |       |  |  |                              |  |  |                                |  |
|                                                   |                                                     | Caterina del Carretto                              | Giorgio del Carretto Signore di Grana e Roccavignale |  |  |       |  |  |                              |  |  |                                |  |
|                                                   |                                                     | Caterina del Carretto                              | Giorgio del Carretto Signore di Grana e Roccavignale |  |  |       |  |  |                              |  |  |                                |  |
|                                                   |                                                     | Caterina del Carretto                              | …                                                    |  |  |       |  |  |                              |  |  |                                |  |
| Benedetta del Carretto                            |                                                     | Caterina del Carretto                              |                                                      |  |  |       |  |  |                              |  |  |                                |  |
|                                                   |                                                     | Raffaele Adorno Doge della Repubblica di Genova    | Giorgio Adorno Doge della Repubblica di Genova       |  |  |       |  |  |                              |  |  |                                |  |
|                                                   |                                                     | Raffaele Adorno Doge della Repubblica di Genova    | Giorgio Adorno Doge della Repubblica di Genova       |  |  |       |  |  |                              |  |  |                                |  |
|                                                   |                                                     | Raffaele Adorno Doge della Repubblica di Genova    | Benedettina Spinola                                  |  |  |       |  |  |                              |  |  |                                |  |
| Vannina Adorno                                    |                                                     | Raffaele Adorno Doge della Repubblica di Genova    |                                                      |  |  |       |  |  |                              |  |  |                                |  |
|                                                   |                                                     | Violante Giustiniani-Longo                         | Giovanni Giustiniani-Longo                           |  |  |       |  |  |                              |  |  |                                |  |
|                                                   |                                                     | Violante Giustiniani-Longo                         | Giovanni Giustiniani-Longo                           |  |  |       |  |  |                              |  |  |                                |  |
|                                                   |                                                     | Violante Giustiniani-Longo                         | Lucia Grimaldi                                       |  |  |       |  |  |                              |  |  |                                |  |
|                                                   |                                                     | Violante Giustiniani-Longo                         |                                                      |  |  |       |  |  |                              |  |  |                                |  |

## Celebrazioni
Il poeta Matteo Bandello ha dedicato ad Enea Pio la Novella LVII della Seconda parte (1554).